# ISSF Junioren World Cup 2024
Der ISSF Junioren World Cup 2024, fand vom 10. bis 18. Februar 2024 in Granada, Spanien für die Disziplinen Gewehr und Pistole und vom 9. bis 16. Juli 2024 in Porpetto, Italien für die Disziplin Wurftauben statt.

## Austragungsorte und zeitlicher Ablauf
| Nr. | Datum         | Ort      | Disziplin      | Austragungsort                      |
| --- | ------------- | -------- | -------------- | ----------------------------------- |
| 1   | 10.2. – 18.2. | Granada  | Gewehr/Pistole | CEAR de Tiro Olimpico Juan Carlos I |
| 2   | 9.7. – 16.7.  | Porpetto | Flinte         |                                     |

## Ergebnisse

### Gewehr

#### Männer
| 10 m Luftgewehr | 10 m Luftgewehr | 10 m Luftgewehr     | 10 m Luftgewehr | 10 m Luftgewehr   | 10 m Luftgewehr | 10 m Luftgewehr | 10 m Luftgewehr |
| Nr.             | Wettbewerb      | Gold                | Gold            | Silber            | Silber          | Bronze          | Bronze          |
| --------------- | --------------- | ------------------- | --------------- | ----------------- | --------------- | --------------- | --------------- |
| 1               | Granada         | Umamahesh Maddineni | 252,1           | Parth Rakesh Mane | 250,6           | Ajay Malik      | 229,0           |

#### Frauen
| 10 m Luftgewehr | 10 m Luftgewehr | 10 m Luftgewehr   | 10 m Luftgewehr | 10 m Luftgewehr | 10 m Luftgewehr | 10 m Luftgewehr              | 10 m Luftgewehr |
| Nr.             | Wettbewerb      | Gold              | Gold            | Silber          | Silber          | Bronze                       | Bronze          |
| --------------- | --------------- | ----------------- | --------------- | --------------- | --------------- | ---------------------------- | --------------- |
| 1               | Granada         | Isha Anil Taksale | 251,8           | Seren Thorne    | 249,7           | Shambhavi Shravan Kshirsagar | 227,6           |

#### Mixed
| 10 m Luftgewehr | 10 m Luftgewehr | 10 m Luftgewehr                       | 10 m Luftgewehr | 10 m Luftgewehr           | 10 m Luftgewehr | 10 m Luftgewehr          | 10 m Luftgewehr |
| Nr.             | Wettbewerb      | Gold                                  | Gold            | Silber                    | Silber          | Bronze                   | Bronze          |
| --------------- | --------------- | ------------------------------------- | --------------- | ------------------------- | --------------- | ------------------------ | --------------- |
| 1               | Granada         | Isha Anil Taksale Umamahesh Maddineni | 16              | Anvii Rathod Abhinav Shaw | 8               | Seren Thorne Aston Upton | 16 (14)         |

### Pistole

#### Männer
| 10 m Luftpistole | 10 m Luftpistole | 10 m Luftpistole | 10 m Luftpistole | 10 m Luftpistole | 10 m Luftpistole | 10 m Luftpistole | 10 m Luftpistole |
| Nr.              | Wettbewerb       | Gold             | Gold             | Silber           | Silber           | Bronze           | Bronze           |
| ---------------- | ---------------- | ---------------- | ---------------- | ---------------- | ---------------- | ---------------- | ---------------- |
| 1                | Granada          | Imandos Bektenov | 236,0            | Andreas Koeppl   | 235,1            | Ioane Khvareshia | 214,1            |

#### Frauen
| 10 m Luftpistole | 10 m Luftpistole | 10 m Luftpistole  | 10 m Luftpistole | 10 m Luftpistole | 10 m Luftpistole | 10 m Luftpistole             | 10 m Luftpistole |
| Nr.              | Wettbewerb       | Gold              | Gold             | Silber           | Silber           | Bronze                       | Bronze           |
| ---------------- | ---------------- | ----------------- | ---------------- | ---------------- | ---------------- | ---------------------------- | ---------------- |
| 1                | Granada          | Isha Anil Taksale | 251,8            | Seren Thorne     | 249,7            | Shambhavi Shravan Kshirsagar | 227,6            |

#### Mixed
| 10 m Luftpistole | 10 m Luftpistole | 10 m Luftpistole                      | 10 m Luftpistole | 10 m Luftpistole          | 10 m Luftpistole | 10 m Luftpistole         | 10 m Luftpistole |
| Nr.              | Wettbewerb       | Gold                                  | Gold             | Silber                    | Silber           | Bronze                   | Bronze           |
| ---------------- | ---------------- | ------------------------------------- | ---------------- | ------------------------- | ---------------- | ------------------------ | ---------------- |
| 1                | Granada          | Isha Anil Taksale Umamahesh Maddineni | 16               | Anvii Rathod Abhinav Shaw | 8                | Seren Thorne Aston Upton | 16 (8)           |

### Wurftauben

#### Männer
| Trap | Trap       | Trap              | Trap | Trap           | Trap   | Trap           | Trap   |
| Nr.  | Wettbewerb | Gold              | Gold | Silber         | Silber | Bronze         | Bronze |
| ---- | ---------- | ----------------- | ---- | -------------- | ------ | -------------- | ------ |
| 1    | Porpetto   | Riccardo Mirabile | 45   | Ramir Nikolaev | 40     | Eduard Salichs | 32     |

| Skeet | Skeet      | Skeet                  | Skeet | Skeet               | Skeet  | Skeet               | Skeet  |
| Nr.   | Wettbewerb | Gold                   | Gold  | Silber              | Silber | Bronze              | Bronze |
| ----- | ---------- | ---------------------- | ----- | ------------------- | ------ | ------------------- | ------ |
| 1     | Porpetto   | Benjamin Joseph Keller | 56    | Bhavtegh Singh Gill | 54     | Jordan Douglas Sapp | 44     |

#### Frauen
| Trap | Trap       | Trap                 | Trap | Trap       | Trap   | Trap                | Trap   |
| Nr.  | Wettbewerb | Gold                 | Gold | Silber     | Silber | Bronze              | Bronze |
| ---- | ---------- | -------------------- | ---- | ---------- | ------ | ------------------- | ------ |
| 1    | Porpetto   | Carey Jeana Garrison | 40   | Sofia Gori | 39     | Sabeera Haris Haris | 29     |

| Skeet | Skeet      | Skeet                    | Skeet | Skeet          | Skeet  | Skeet                 | Skeet  |
| Nr.   | Wettbewerb | Gold                     | Gold  | Silber         | Silber | Bronze                | Bronze |
| ----- | ---------- | ------------------------ | ----- | -------------- | ------ | --------------------- | ------ |
| 1     | Porpetto   | Madeleine Zarina Russell | 54    | Arianna Nember | 46     | Madeline Helen Corbin | 38     |

## Medaillenspiegel
| Platz  | Land                           | Gold | Silber | Bronze | Gesamt |
| ------ | ------------------------------ | ---- | ------ | ------ | ------ |
| 01     | Indien                         | 5    | 4      | 4      | 13     |
| 02     | Vereinigte Staaten             | 2    | —      | 2      | 4      |
| 03     | Vereinigtes Königreich         | 1    | 2      | 2      | 5      |
| 04     | Italien                        | 1    | 2      | —      | 3      |
| 05     | Kirgisistan                    | 1    | —      | —      | 1      |
| 06     | Deutschland                    | —    | 1      | —      | 1      |
| 06     | Individuelle Neutrale Athleten | —    | 1      | —      | 1      |
| 08     | Spanien                        | —    | —      | 1      | 1      |
| 08     | Georgien                       | —    | —      | 1      | 1      |
| Gesamt | Gesamt                         | 10   | 10     | 10     | 30     |